# Даконам, Джене
Джене Даконам Ортега (фр. Djené Dakonam Ortega; род. 31 декабря 1991, Дапаон) — тоголезский футболист, защитник испанского клуба «Хетафе» и национальной сборной Того.

## Клубная карьера
На молодёжном уровне выступал за тоголезский клуб «Этуаль Филант». В 2009 году переехал в Бенин, где играл в составе «Тоннера». В 2011 он перешел в камерунский клуб «Котон Спорт», впоследствии стал игроком основного состава команды.
Даконам попал в состав «Котон Спорт» для выступлений в Лиге чемпионов КАФ 2012. В ноябре 2013 года отправился на просмотр в клуб «Ланс» из французской Лиги 2, однако через шесть месяцев вернулся в камерунскую команду. Сыграл за команду из Гаруа следующие три сезона своей игровой карьеры.
В августе 2014 отправился на просмотр в клуб « Алькоркон» из испанской Сегунды, а 25 октября перешел в клуб на постоянную основу. А уже на следующий день дебютировал в составе испанского клуба в домашнем матче против «Реал Сарагосы» (1:3). Большинство времени, проведенного в составе «Алькоркона», был основным игроком защиты команды.
23 марта 2015, будучи стабильным игроком стартового состава клуба из Мадрида, продлил контракт с клубом до 2018 года. 9 мая отметился первым голом в профессиональной карьере, в победном для своего клуба матче против «Сабаделя».
В состав клуба «Сент-Трюйден», который выступал в Лиге Жюпилер, присоединился 1 июля 2016.
24 июля 2017 года подписал четырёхлетний контракт с испанским клубом «Хетафе». 20 августа дебютировал за «городских» в Ла Лиге в матче против «Атлетика Бильбао».

## Карьера за сборную
Вошёл в предварительную заявку сборной Бенина на турнир UEMOA 2010 года, но в итоге всё же предпочёл выступать за сборную Того. Джене был вызван в национальную сборную Того для участия в Кубке наций WAFU, который должен был состоялся в Бенине. 8 сентября 2012 дебютировал в составе сборной в матче против Габона, которая завершилась с ничейным счетом 1:1. Принял участие в составе «ястребов» на Кубке африканских наций 2013 в ЮАР и Кубке африканских наций 2017 в Габоне.

## Достижения
- Чемпион Камеруна: 2013, 2014
- Обладатель Кубка Камеруна: 2014